# Cristóbal Marqués Palliser
Cristóbal Marqués Palliser   (Maó, 6 de maig de 1984) és un polític menorquí, actual senador per Menorca a la XV legislatura, càrrec que ja va ocupar en la XIV legislatura. Prèviament, va ser regidor i portaveu de l'Ajuntament d'Alaior durant dues legislatures, entre 2015 al 2023.

## Biografia
Llicenciat en Ciències Polítiques i de l'Administració per la Universitat de Barcelona i Diplomat en Gestió i Administració Pública per la mateixa Universitat. Es va iniciar a la política com a Director Insular de Cultura, Patrimoni i Educació al Consell Insular de Menorca, en el període de 2013 a 2015. Encara que anys abans ja era conegut per les seves tribunes setmanals sobre política en els diaris Ultima Hora Menorca i Es Diari Menorca.
A les eleccions municipals de 2015 va formar part de la candidatura del Partit Popular al municipi d'Alaior, encapçalada per Misericòrdia Sugrañes Barenys,que va obtenir majoria absoluta. Durant aquella legislatura va dur a terme les funcions de Regidor d'Hisenda, Educació i Noves Tecnologies de l'Ajuntament d'Alaior, passant a ser el portaveu municipal a mitjans la legislatura.
A les eleccions municipals de 2019 va formar part novament de la candidatura del Partit Popular, encapçalada en aquesta ocasió per José Luis Benejam Saura, que va reeditar la tercera majoria absoluta del Partit Popular a Alaior. En aquest nou període va ostentar el càrrec de Tinent d'Alcalde d'Hisenda i Urbanisme, a més de continuar sent portaveu municipal.
A les eleccions generals del 10 de novembre de 2019, es va presentar com a suplent de Jorge López Ravanals, candidat del Partit Popular al Senat per la circumscripció de l'Illa de Menorca. Amb la renúncia de López Ravals al càrrec per motius personals el 23 de novembre de 2020, després d'un any en el càrrec, Marqués va accedir a l'acta de senador electe per la circumscripció de Menorca, càrrec que va compaginar durant tres anys amb el de Tinent d'Alcalde de la seva localitat, Alaior.
A les eleccions municipals i autonòmiques de maig del 2023, va renunciar ha repetir com a regidor després de vuit anys i admetre el desgast personal de compaginar els dos càrrecs institucionals, a més de la Secretària General del PP Menorca i la vida familiar. Sent finalment designat pel Partit Popular, candidat al Senat per Menorca a les eleccions generals de juliol de 2023, millorant els resultats electorals de la formació i revalidant el seu escó com a Senador per Menorca.
Dins del Partit Popular de Menorca ha tingut diferents càrrecs orgànics, formant part del Comitè de Direcció ininterrompudament des de 2012, primer amb Santiago Tadeo Florit i posteriorment amb Misericòrdia Sugrañes Barenys. Durant aquest temps ha passat per les secretaries d'Organització i Comunicació, en l'actualitat és el Secretari General del Partit Popular de Menorca. A nivell local va ser president del Partit Popular d'Alaior durant gairebé deu anys.